# フジーネ
フジーネ（伊: Fusine）は、イタリア共和国ロンバルディア州ソンドリオ県にある、人口約500人の基礎自治体（コムーネ）。

## 地理

### 位置・広がり
ソンドリオ県中部のコムーネ。モルベーニョから東へ14km、県都ソンドリオから西南西へ10km、州都ミラノから北北東へ88kmの距離にある。

#### 隣接コムーネ
隣接するコムーネは以下の通り。BGはベルガモ県所属を示す。
- ベルベンノ・ディ・ヴァルテッリーナ
- チェドラスコ
- コロリーナ
- フォッポロ (BG)
- フォルコラ
- ポスタレージオ
- タルタノ

### 地勢・地形
- 河川：アッダ川

### 地震分類
イタリアの地震リスク階級 (it) では、3 に分類される
。

## 行政

### 山岳部共同体
広域行政組織である山岳部共同体「ヴァルテッリーナ・ディ・ソンドリオ山岳部共同体」 (it:Comunità montana della Valtellina di Sondrio) （事務所所在地: ソンドリオ）を構成するコムーネの一つである。